# 八声杜鹃
八声杜鹃（学名：Cacomantis merulinus）为杜鹃科八聲杜鵑屬的鸟类，俗名八声喀咕、哀鹃、八声悲鹃、雨鹃。原生於亞洲，分布範圍從印度、尼泊爾和中國到印尼。

## 描述

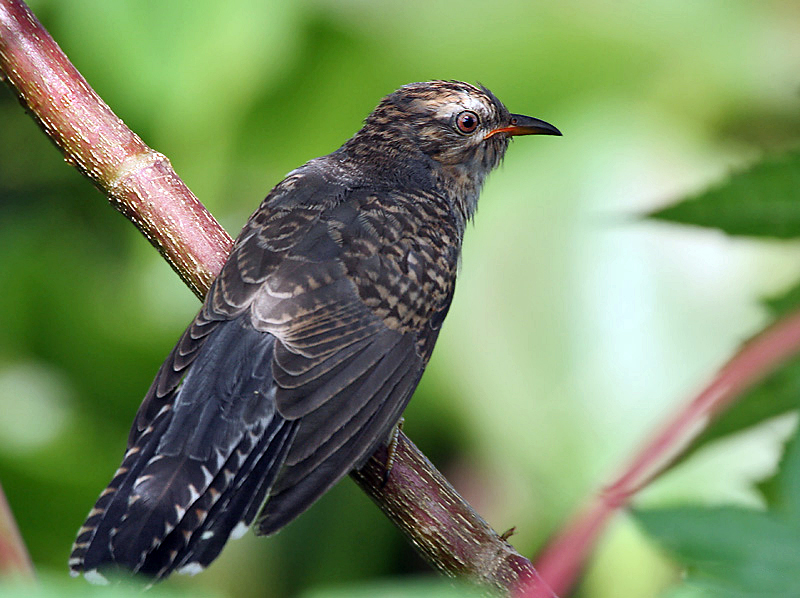
亞成鳥 加爾各答，西孟加拉邦, 印度。

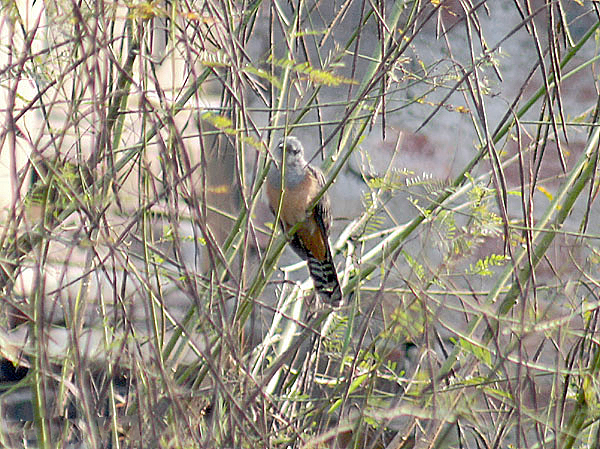
加爾各答，西孟加拉邦, 印度.

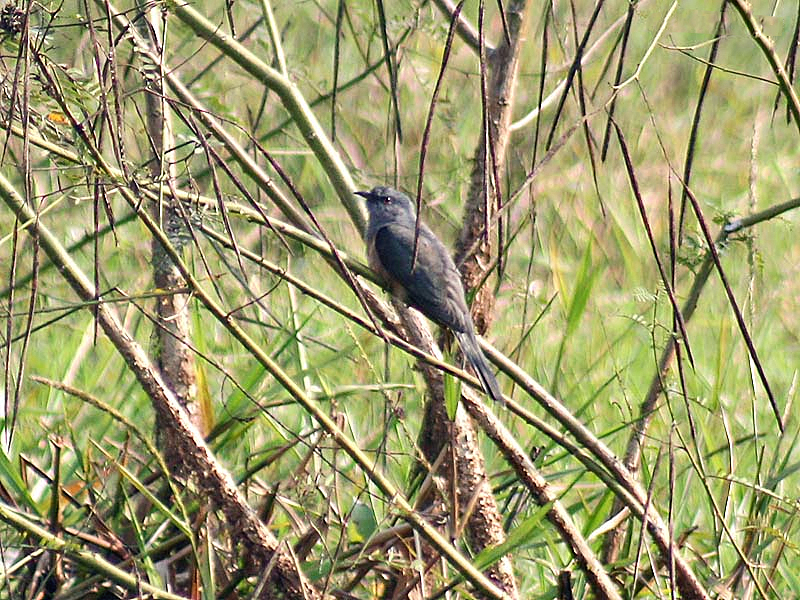
加爾各答，西孟加拉邦, 印度

八聲杜鵑體型相對較小，體長約21—24 cm（8.3—9.4英寸）。成年的雄鳥上部為灰褐色，下部為橙色，頭部、喉部和上胸為灰色。尾羽末端有白色斑點，腿和腳呈黃色，眼睛為紅色，喙的上部為黑色，下部為黃色。成年雌鳥有時與雄鳥相似，但經常出現「肝色型」（hepatic morph）。這種形態的雌鳥上部為紅褐色，帶有深色橫紋。下部較淡，橫紋較淺，眼睛上方有一道淺色條紋，尾巴全長有深色橫紋。幼鳥類似肝色型雌鳥，但顏色較淡，頭頂和喉部有深色條紋而非橫紋。
雄鳥有幾種訴苦般的哨聲，其中包括一系列三音符的上升樂句和一系列11或12個下降音符的呼喚。

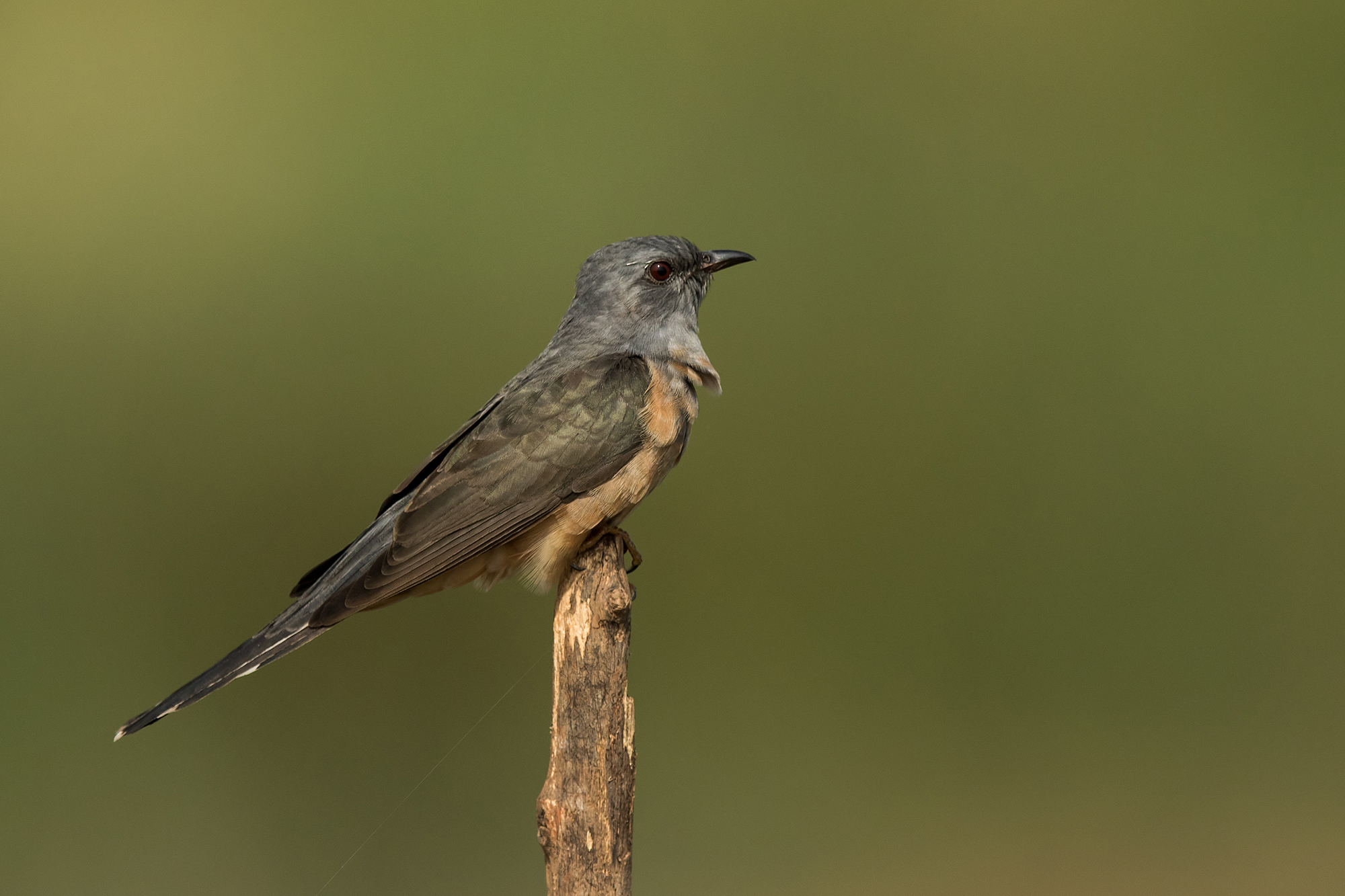
八聲杜鵑雄鳥 曼加拉約迪

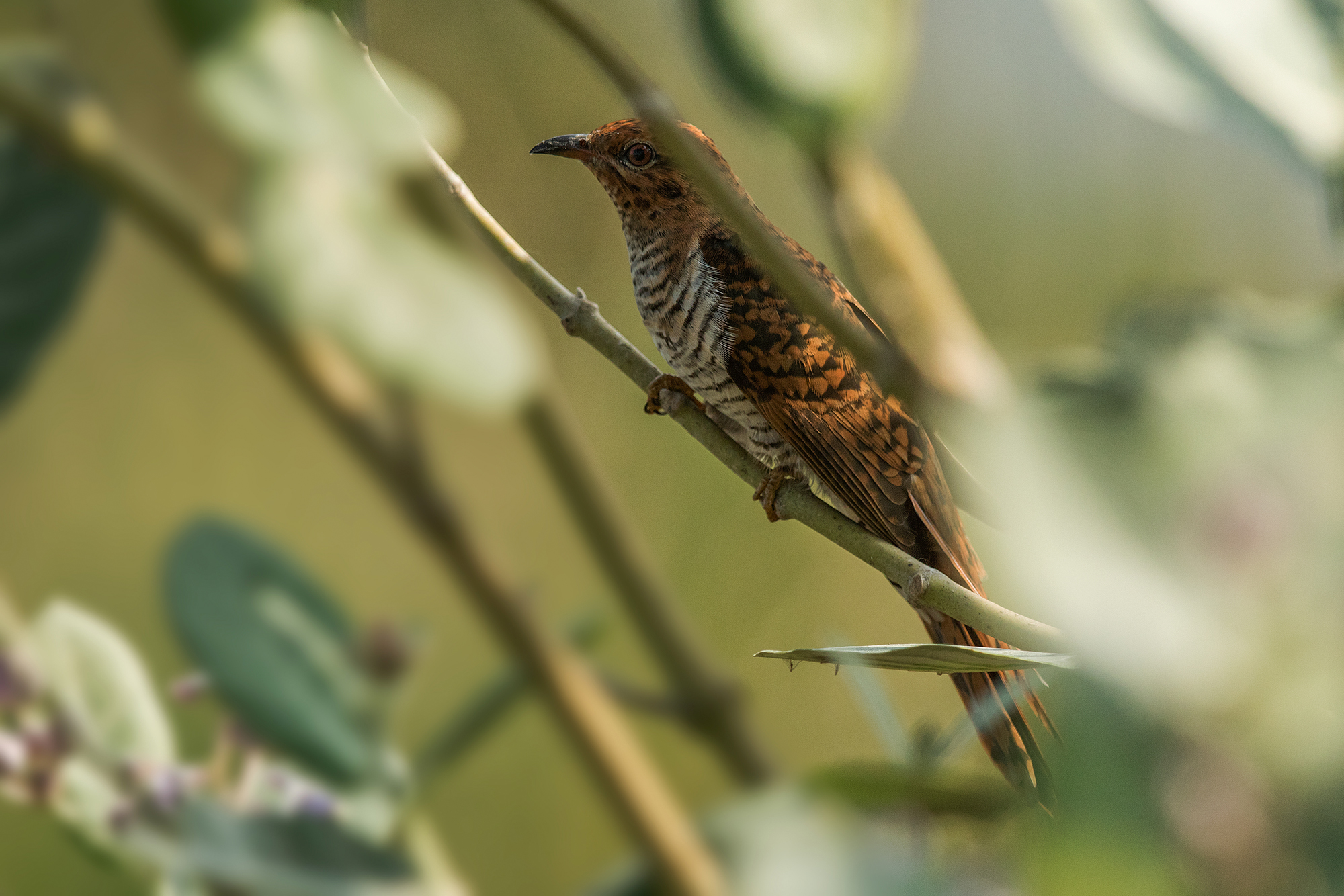
八聲杜鵑雌鳥 曼加拉約迪

## 分布與亞種
八聲杜鵑有四個亞種。
- 指名亞種C. m. merulinus分布在菲律賓，在許多較大的島嶼上很常見。
- C. m. querulus是分布最廣泛的亞種，出現在東北印度、孟加拉、南部中國、印尼、緬甸、泰國、柬埔寨、寮國和越南。它是中國大部分地區的夏季候鳥，遷徙時會向南遷徙過冬。在中国大陆分布於西藏、四川、云南、至福建等以南大陆、广东、海南等地。该物种的模式产地在尼泊尔。[3]
- C. m. threnodes分布在馬來半島、蘇門答臘和婆羅洲
- C. m. lanceolatus則出現在爪哇、巴厘島和蘇拉威西。

灰腹杜鵑（C. passerinus）以前被分類為八聲杜鵑的亞種，但現在通常被視為一個獨立的物種。

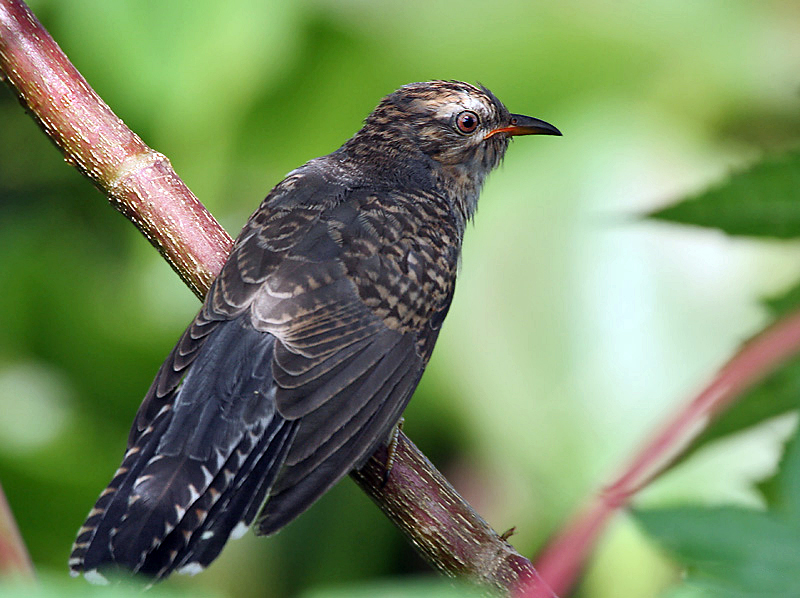
亞成鳥, 攝於 加尔各答, 印度.

## 生態
八聲杜鵑棲息於森林邊緣、開闊的林地、灌木叢、草地、耕地、公園和花園。它以無脊椎動物為食。通常單獨活動，經常難以發現。
八聲杜鵑是一種巢寄生鳥類，會將其蛋產在扇尾鶯、鷦鶯和縫葉鶯的鳥巢中。這些蛋類似於宿主的蛋，但體型較大。小型鳥類經常會群起攻擊杜鵑，將其驅趕離開它們的巢。